# Primitiu Artigas i Teixidor
Primitiu Artigas i Teixidor (Torroella de Montgrí, 26 de novembre de 1846 - Madrid, 1910) fou un enginyer forestal i professor de l'Escola d'Enginyers de Monts.
Primitiu Artigas destacà pels seus treballs sobre la indústria surera i sobre la fixació de dunes amb plantacions vegetals. El seu impuls fou molt important per fixar les dunes empordaneses que amenaçaven conreus als termes de l'Escala i de Torroella de Montgrí. Aquestes dunes tenien aproximadament unes 342 ha d'extensió i 11 km de longitud.

## Publicacions
- Los torrentes de Barcelonnette (Bajos Alpes) ( PDF) (en castellà).  Madrid: Imp. de Moreno y Rojas, 1881, p. 23.
- Reseña crítica relativa a la obra intitulada "Le chêne liège en Algérie", par M. Lamey ( PDF) (en castellà).  Madrid: Imp. de Moreno y Rojas, 1881, p. 13.
- Breve reseña crítica relativa a la obra intitulada "Notas sobre los alcornocales y la industria corchera de la Argelia" por D. José Jordana y Morera... ( PDF) (en castellà).  Madrid: Imp. de Moreno y Rojas, 1884, p. 13.
- Memoria relativa a la excursión verificada por los alumnos de tercer año de la Escuela Especial de Ingenieros de Montes a los montes públicos, dunas y alcornocales de la provincia de Gerona por el verano de 1882 ( PDF) (en castellà).  Madrid: Imp. de Moreno y Rojas, 1885, p. 32.
- La fiesta del Ramio en Torroella de Montgrí ( PDF) (en castellà).  Madrid: Imp. de Moreno y Rojas, 1886, p. 15.
- Reseña geográfica y estadística de España : un tomo en folio de 1368 páginas, precedido de un prólogo y con un mapa de la Península ( PDF) (en castellà).  Madrid: Imp. de Moreno y Rojas, 1888, p. 32.
- Noticia sobre el alcornoque y la industria corchera ( PDF) (en castellà).  Madrid: Imp. de Moreno y Rojas, 1888, p. 32.
- Selvicultura o Cría y cultivo de los montes por Primitivo Artigas y Teixidor ( PDF) (en castellà).  Madrid: Imp. de Moreno y Rojas, 1890, p. 15.
- Alcornocales é industria corchera (en castellà). 2 volums.  Madrid: Imp. de Ricardo Rojas, 1895.
- Trabajos hidrológico forestales ( PDF) (en castellà).  Madrid: Ricardo Rojas, Imp., 1901, p. 74.
- «Noticia necrológica de Don Máximo Laguna y Villanueva» ( PDF) (en castellà). Anales de la Sociedad Española de Historia Natural [Madrid], Tom XXX, 1902, p. 312-320.
- Alcornocales e industria corchera ( PDF) (en castellà). 2 volums. 2a edició corregida i augmentada.  Madrid: Imprenta Alemana, Fuencarral, 137, 1907.
- Fijación y repoblación de las dunas procedentes del Golfo De Rosas por D. Primitivo Artigas Inspector general del Cuerpo de Ingenieros de Montes. ( PDF) (en castellà).  Madrid: Imprenta de Ricardo Rojas, 1908, p. 12.